# Restauració d'imatge
La restauració d'imatge (de l'anglès inpainting) és un procés que permet recuperar una part deteriorada de la imatge o que té algun objecte que l'oculta, amb l'objectiu de millorar la seva qualitat.

## Restauració analògica
Previ a la restauració de la imatge, s'ha de avaluar el material a tractar i fer una copia dels mateixos. Alguns films han de ser rehabilitats degut al síndrome del vinagre; la descomposició natural de la pel·lícula. Les pel·lícules restaurades passen a un nou suport per a millorar la seva preservació. Aquest procés es realitza al laboratori a través d'una màquina de revelatge, amb llum vermella i químics, similar al revelatge fotogràfic. Els films, un cop restaurats poden entrar en el procés de digitalització on a través d'una màquina amb rodets suaus escanegen les pel·lícules i a través del software l'enquadren i corregeixen el seu nivell de llum. En aquest procés es fa ús de programes d'intel·ligència artificial que permeten la restauració a 4K.

## Restauració digital
Al món digital, l'objectiu de la restauració és traduir les tècniques manuals dels restauradors professionals de quadres a una versió digital d'aquestes. Es pretén produir una versió revisada de la imatge en la qual la regió restaurada quedi perfectament fusionada en la imatge, de manera no detectable per un típic visor. Per aconseguir-ho, és necessari utilitzar sofisticats algorismes per a recuperar les regions danyades o perdudes de la imatge a partir de la informació disponible del seu entorn. Per això, aquesta tècnica pot ser interpretada com un tipus especial d'interpolació. Això s'aconsegueix amb l'ús de programes d'IA, com són Gigapixel AI, mitjançant l'escalat 4k o el DAIN, un generador de fotogrames interpolats, els quals milloren la qualitat de la imatge, augmentant la velocitat de frames/segon, arribant als 60f/s. A través de l'aplicació de xarxes neuronals, es crea un algoritme capaç d'escalar el vídeo, oprimint el desenfocament i soroll i passant així a una imatge més nítida.

## Aplicacions

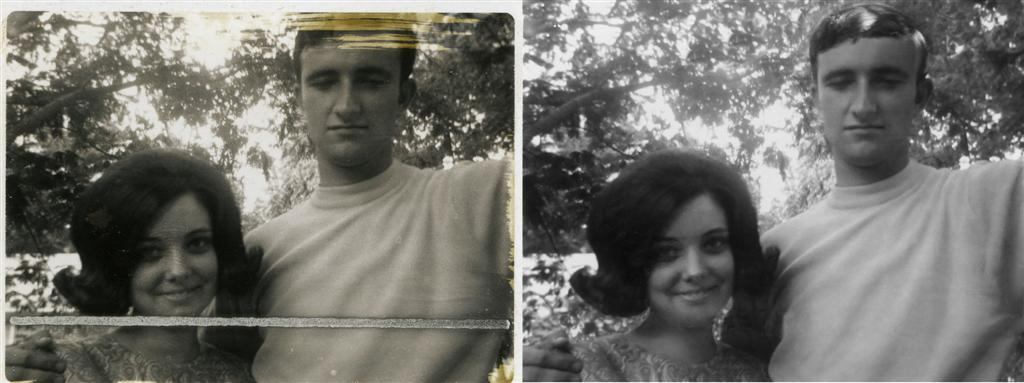
Imatge original - imatge restaurada

Els objectius i les aplicacions de restauració d'imatge són nombrosos. Aquest procés permet eliminar el soroll, millorar la lluentor, el color i els detalls d'una imatge.
En la fotografia i el cinema, s'utilitza per a revertir la deterioració. Per exemple, la reconstrucció de fotografies (esborrat de marques de temps) o eliminació de taques de pols en la pel·lícula de cinema. També s'utilitza per a l'eliminació d'ulls vermells, de la data impresa en les fotos o l'eliminació d'objectes per a produir efectes especials.
Aquesta tècnica també es pot utilitzar per a la recuperació dels blocs perduts en la codificació i la transmissió d'imatge. Per exemple, en el cas d'un streaming de vídeo en el qual per motius de fluïdesa visual no s'empra retransmissió, resulta útil intentar reconstruir la informació en el cas que es perdés algun paquet.

## Algorisme
Les tècniques de restauració han evolucionat al llarg del temps. Al principi es basaven en tècniques aplicades en el domini de la freqüència. Actualment es basen en mètodes algebraics i la manipulació de grans sistemes d'equacions.
En general no existeix una tècnica universal de restauració d'imatges, sinó que vària segons l'obra i el restaurador. No obstant això, la base de la metodologia és similar:
1. La secció perduda o danyada s'emplena utilitzant informació de la resta de la imatge.
2. L'estructura de la zona circumdant a la part deteriorada és continuada cap a endins de la regió perduda, perllongant les línies que arriben a la vora.
3. Les diverses regions que es generen, dins de la zona danyada, a partir de la prolongació de les línies de contorn, són emplenades amb el color que es correspongui amb el de la corresponent regió de la frontera.
4. Finalment, es pinten els petits detalls per a mantenir la uniformitat.

L'algorisme realitza repetidament els passos 2 i 3. E comença amb una imatge bidimensional en nivells de gris definida per:
{\displaystyle I_{O}(i,j):[0,M]x[0,N]\rightarrow \mathbb {R} } amb {\displaystyle [0,M]x[0,N]\subset \mathbb {N} x\mathbb {N} }
Es construeix una família d'imatges de la següent manera:
{\displaystyle I(i,j,n):[0,M]x[0,N]x\mathbb {N} \rightarrow \mathbb {R} } de manera que 
{\displaystyle I(i,j,0)=I_{O}(i,j),\quad \textstyle \lim _{n\to \infty }I(i,j,n)=I_{R}(i,j)}.
Es pot generalitzar l'algorisme de forma general com:
{\displaystyle I^{n+1}(i,j)=I^{n}(i,j)+\Delta tI_{t}^{n}(i,j),\quad \forall (i,j)\in \Omega }
On:
- {\displaystyle I_{R}} és la imatge recuperada.
- {\displaystyle ^{n}} determina el temps de restauració.
- {\displaystyle i,j} són les coordenades del píxel.
- {\displaystyle \Delta t} és la taxa de millora.
- {\displaystyle I_{t}^{n}(i,j)} és l'actualització de la imatge {\displaystyle I^{n}(i,j)}
- {\displaystyle \Omega } és la regió a ser restaurada.